# Астрагал південний
Астрага́л південний, астрагал Крайни як Astragalus krajinae (Astragalus rupifragus) — вид трав'янистих рослин з родини бобових (Fabaceae).

## Опис
Багаторічна рослина заввишки 10–30 см; стебла часто нерозгалужені, розпростерті або висхідні, коли молоді запушені, потім голі. Листки коротко-черешкові, 2–9 см, непарно-перисті, з 4–8 парами листочків; листочки 6–16 × 2–5 мм, від вузько-еліптичних до вузько-яйцюватих, з притиснутими волосками по обидва боки в молодому віці, потім майже голі або голі на верхній поверхні. Суцвіття 8–16-квіткові. Приквітки 3–6 мм, лінійні. Чашечка 4–5(7) мм, трубчасто-дзвінчаста, з чорними або буруватими волосками. Віночок зазвичай 10–15 мм, вигнутий, виїмчастий, жовтувато-білий або білуватий з темно-фіолетовою верхівкою човника. Боби на коротких ніжках, 15–30 × 5–9 мм, голі, довгасті або довгасто-еліптичні, роздуті, з 2–10 насінням. Насіння асиметричне серцеподібне або ниркоподібне, плоске, 3–3.6 × 2.5–3 мм; поверхня гладка, тьмяна, зі слабо вираженими горбками, червонувато-бура, іноді темно-плямиста. 2n = 32, 48.
Період цвітіння: червень — серпень.

## Поширення
Поширений в Європі від півночі Іспанії до українських Карпат. Це елемент субальпійського та альпійського поясів, на сухих, сонячних місцях зростання в чагарникових заростях, на піщаних берегах річок й на гіпсових ґрунтах.
В Україні вид зростає на скелях — у Карпатах.

## Галерея

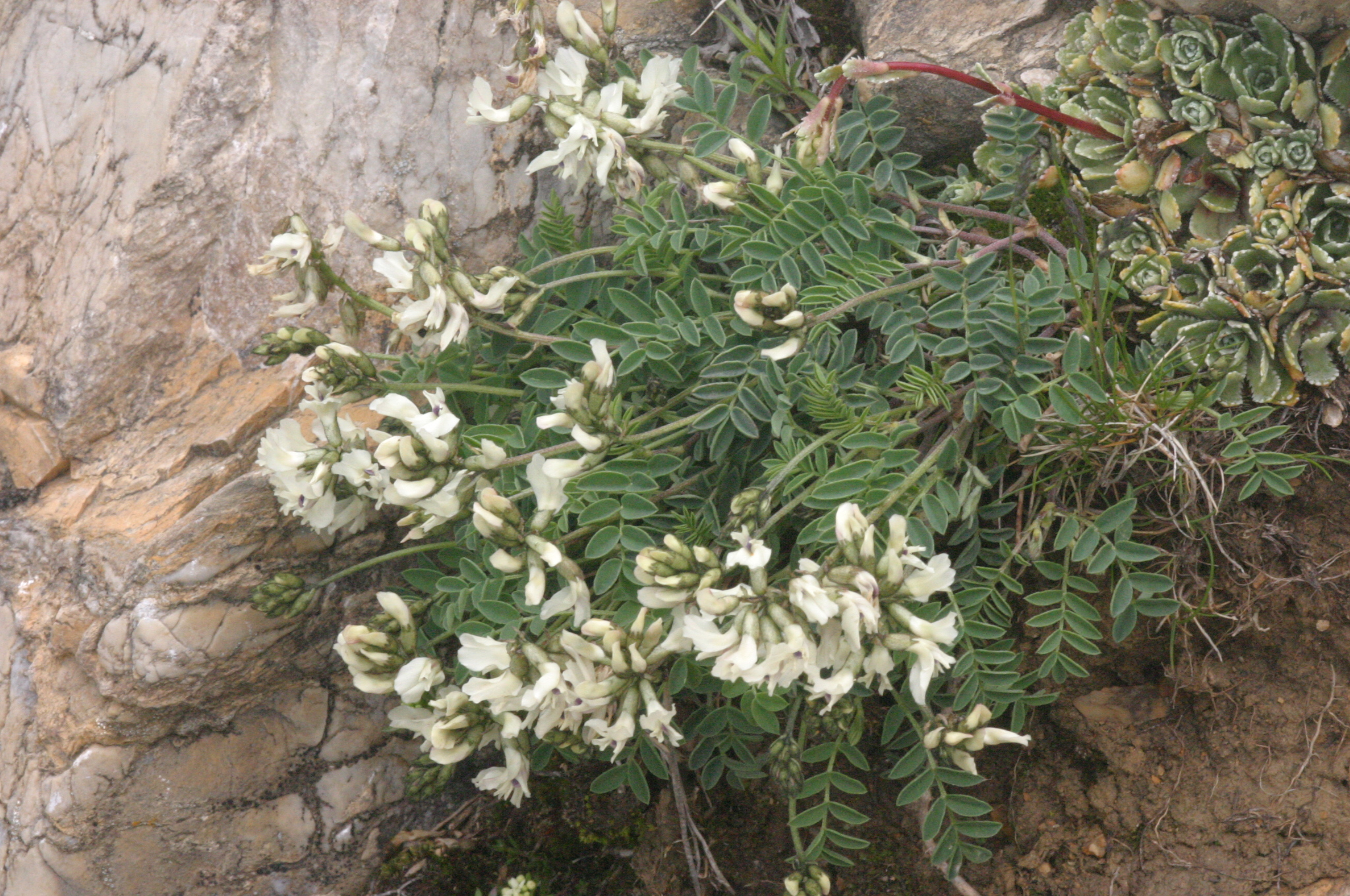
зовнішній вигляд
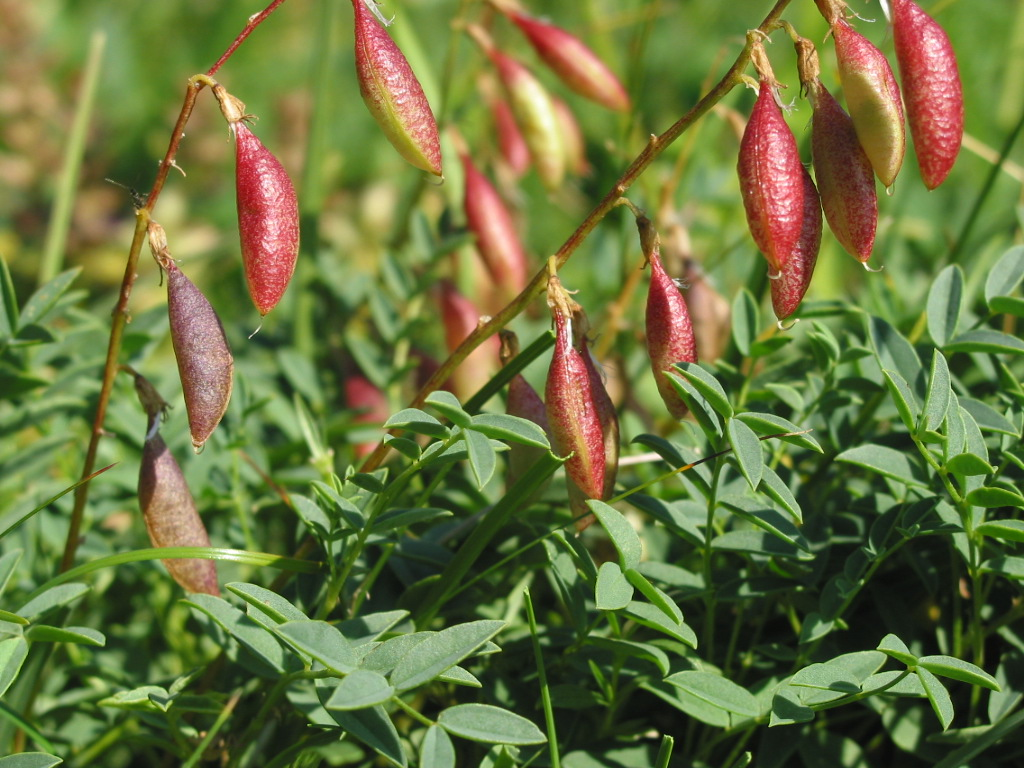
плоди
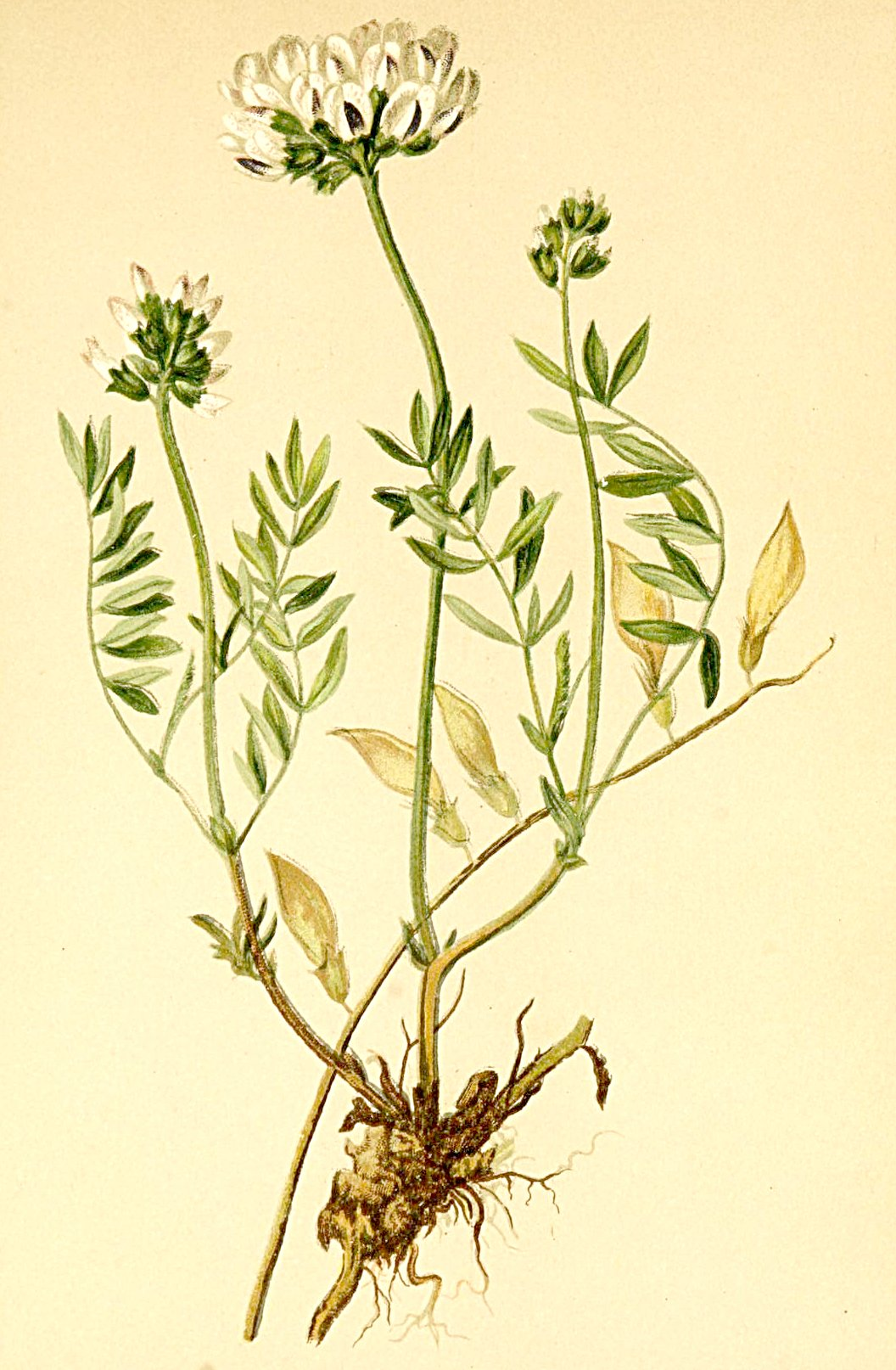
ілюстрація